# Noovo
Noovo是加拿大一間私營法語地面電視網，隸屬貝爾傳媒，總部位於魁北克省蒙特婁。Noovo於魁省境内設有五間直屬分台和三間聯播分台，隔鄰紐賓士域省和安大略省部分地區可接收其地面廣播訊號，而加拿大餘下部分地區亦可透過有線電視或衛星電視接收其訊號。此電視網於1986年啟播，當時稱為四季電視（Télévision Quatre-Saisons），2009年改稱V，2020年則改為現稱。

## 歷史

### 四季電視網
加拿大視訊委員會（CRTC）於1968年表示有意在魁北克省設立第三條法語私營地面電視服務，為該省觀眾提供加拿大廣播公司法語電視網和日後締結成TVA電視網的一系列私營法語地區電視台以外的另一選擇。當局待1972年才正式接受有意者申請牌照，1974年向魁北克城際電視有限公司（Télé Inter-Cité Québec Ltée）發放電視網牌照，並授權該公司在蒙特婁和魁北克城設立地面電視台；然而該項目最終沒有成事。
CRTC於1984年11月15日宣布再次接受牌照申請，並於1985年5月舉行公聽會審閱兩項申請方案。兩個申請者如下：
- 可即可和莫法特通訊（Moffat Communications）合組的財團，兩者分別持有60.3%和39.7%股份；
- 四季電視網（Réseau de télévision Quatre-Saisons），最大股東為持有66%股份的CFCF公司；該公司東主為普利奧家族（Pouliot），旗下資產包括英語CTV電視網的蒙特婁聯播分台CFCF-TV（英语：CFCF-DT）。

兩個申請者皆有意在蒙特婁和魁北克城設立地面電視台。CRTC於1985年9月6日宣布向四季電視網發牌，授權該公司在蒙特婁設立地面電視台。然而，當局認為原有在魁北克城營運的法語地面電視台未能抵受另一間電視台帶來的額外競爭，因此否決四季電視網在魁北克城設立地面站台的計劃。當局後於1986年3月改變初衷，批准四季電視在魁北克城設立地面站台，但該站台只轉播蒙特婁站台的訊號，亦不許播放針對魁北克城地區的廣告。
四季電視網於1986年9月7日正式啟播，旗艦分台為蒙特婁的CFJP-TV，於魁北克城設有轉播站CFAP-TV，聯播分台則為三河市CFKM-TV、舍布魯克CFKS-TV、赫爾CFGS-TV和薩格奈CFRS-TV。瓦爾多CFVS-TV和狼河CFTF-TV分別於1987年和1988年與四季電視網締結聯播關係，而魁北克城CFAP-TV則於1989年獲准從轉播站升格，自此可播放本地節目和廣告。

四季電視網標誌（1993年-1998年）

四季電視網運作一年後，於1987年錄得一千多萬元赤字，此後仍連年虧損。1996年，普利奧家族宣布方售CFCF公司（包括四季電視網）予魁北克省有線電視供應商以及TVA電視網母公司。CRTC於1997年2月27日批准該項交易，但條件為需放售四季電視網，以免該公司壟斷魁北克媒體市場。將四季電視網售予由魁北科、可即可和四季電視聯播分台東主組成的財團，交易於同年8月22日獲CRTC批准。
魁北科後於2001年收購，並保留TVA而放售四季電視網。四季電視網最終由可即可和貝爾環球傳媒（Bell Globemedia）組成的財團購入，兩間公司的持股量分別為60%和40%，交易於同年12月7日獲CRTC批准。可即可當時已持有四季電視網位於三河市、舍布魯克和薩格奈的分台，該三間分台遂在這宗交易中成為四季電視網的直屬分台。
面臨財困的四季電視網於2007年12月18日向魁北克最高法院申請進入債權保護，獲取30日保護期進行重組以償還債務。蒙特婁報章《新聞報》（La Presse）於2008年1月15日報道稱羅渣士通訊集團有意購入四季電視網的蒙特婁和魁北克城直屬分台，而北方廣播則有意購入其他分台。然而北方廣播否認該項傳聞，羅渣士則不予置評。四季電視網於1月16日成功申請將債權保護期延長45日，並於同年2月25日宣布獲取四名買家的收購方案。
魁北克最高法院於2008年3月批准蒙特婁媒體製作和發行公司Remstar收購四季電視網，債權人則於同年5月表決支持該項方案。Remstar於同年4月宣布裁減四季電視網270份職位，並關閉該台的新聞部，該台遂計劃從同年9月起不再播放新聞節目。CRTC於同年6月26日批准該項交易，但條件為交易涉及的五間四季電視直屬分台需繼續播放小量新聞節目。

### V電視網、Noovo
該台於2009年宣布更名為「V」，為法語（明星）、（速度）、（旅行）和（缺陷或真相）等詞的首字母，以反映其革新節目焦點。新名稱於2009年8月31日生效，而位於舍布魯克、三河市和薩格奈的三間V直屬分台則同時終止播放地區性節目，改為轉播蒙特婁CFJP。V電視網其後改歸V傳媒集團，但Remstar仍為該集團的最大單一股東。
V傳媒集團於2019年7月宣布集中營運其收費電視頻道，並將V電視網放售予貝爾傳媒。CRTC於2020年4月3日批准該項交易，條件為五間V直屬分台需在2020-21廣播年度中每周播放最少五小時地區性節目，當中蒙特婁和魁北克城分台的本地製作需在2021-22廣播年度增至每周8.5小時，而最少一半本地製作需反映當地社區。交易於同年5月15日落實，貝爾傳媒則於同年8月31日將V電視網改稱「Noovo」，配合該台以此名稱營運的串流平台。

## 地區分台
備註：

1. 斜體頻道號碼代表該數碼頻道由加拿大視訊委員會授權留待日後使用。

### 直屬分台
| 城市     | 呼號    | 無綫頻道號 虛擬頻道（實際頻道） | 成為直屬分台年份 |
| -------- | ------- | ------------------------------- | ---------------- |
| 蒙特婁   | CFJP-DT | 35.1（35）                      | 1986年           |
| 魁北克城 | CFAP-DT | 2.1（39）                       | 1986年           |
| 薩格奈   | CFRS-DT | 4.1（38）                       | 2001年           |
| 舍布魯克 | CFKS-DT | 34.1（16）                      | 2001年           |
| 三河市   | CFKM-DT | 34.1（16）                      | 2001年           |

### 聯播分台
| 城市               | 呼號                    | 虛擬頻道號 | 實際頻道號 | 加盟年份 | 母公司 |
| ------------------ | ----------------------- | ---------- | ---------- | -------- | ------ |
| 加蒂諾/渥太華      | CFGS-DT                 | 34.1       | 34         | 1986年   |        |
| 里穆斯基           | CJPC-DT （轉播CFTF-DT） | 18         | 27         | 2002年   |        |
| 狼河               | CFTF-DT                 | 29.1       | 29         | 1988年   |        |
| 瓦爾多/魯安-諾蘭達 | CFVS-DT                 | 15.1       | 25         | 1987年   |        |

## 外部連結
- （法文）官方网站